# Dale Stevenson
Dale Stevenson (ur. 1 stycznia 1988 w Wonthaggi) – australijski lekkoatleta specjalizujący się w pchnięciu kulą oraz rzucie dyskiem.
Wystąpił na uniwersjadzie w Belgradzie (2009) jednak nie udało mi się wywalczyć awansu do finału ani w pchnięciu kulą ani w rzucie dyskiem. W 2010 roku zdobył w rywalizacji kulomiotów srebrny medal mistrzostw Oceanii, a następnie brązowy medal igrzysk Wspólnoty Narodów. Reprezentant Australii w meczach międzypaństwowych. Stawał na podium mistrzostw kraju w różnych kategoriach wiekowych.
Rekordy życiowe: pchnięcie kulą – 20,63 (12 maja 2012, Clemson); rzut dyskiem – 58,50 (3 kwietnia 2009, Adelaide).

## Osiągnięcia
| Rok  | Impreza                    | Miejsce    | Konkurencja    | Lokata            | Wynik |
| ---- | -------------------------- | ---------- | -------------- | ----------------- | ----- |
| 2009 | Uniwersjada                | Belgrad    | rzut dyskiem   | el. – 21. miejsce | 52,01 |
| 2009 | Uniwersjada                | Belgrad    | pchnięcie kulą | el. – 15. miejsce | 17,81 |
| 2010 | Mistrzostwa Oceanii        | Cairns     | pchnięcie kulą | 2. miejsce        | 19,41 |
| 2010 | Igrzyska Wspólnoty Narodów | Nowe Delhi | pchnięcie kulą | 3. miejsce        | 19,99 |
| 2012 | Halowe mistrzostwa świata  | Stambuł    | pchnięcie kulą | el. – 11. miejsce | 19,80 |
| 2012 | Igrzyska olimpijskie       | Londyn     | pchnięcie kulą | el. – 25. miejsce | 19,17 |